# 多布羅夫利亞尼 (卡盧什區)

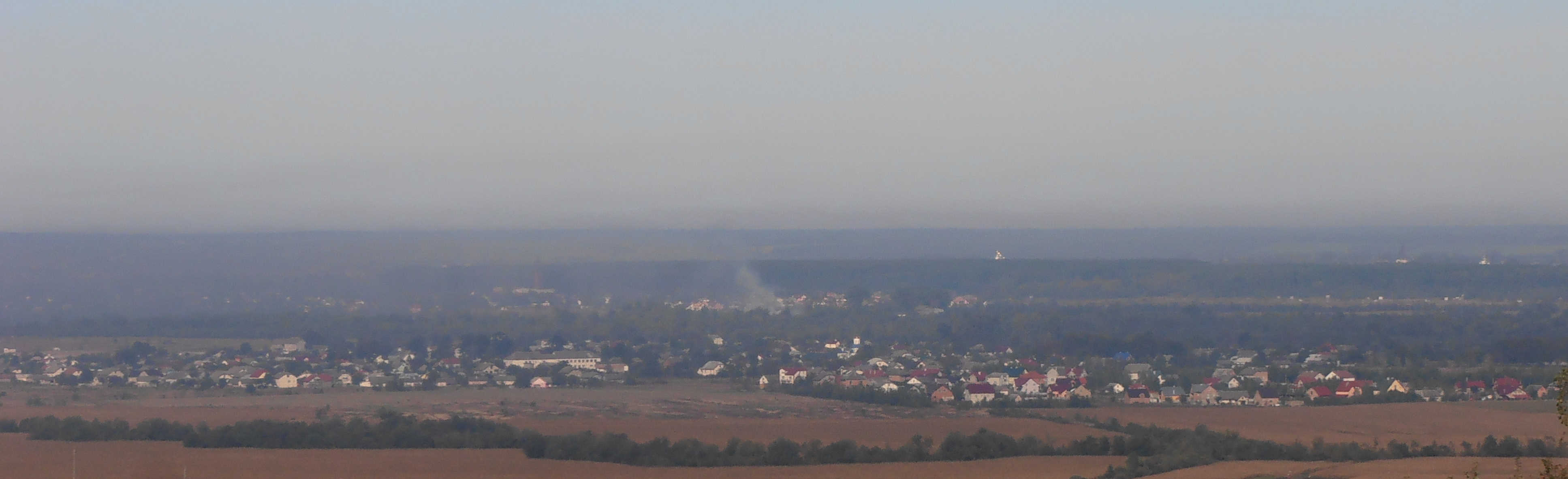

多布羅夫利亞尼（烏克蘭語：Добровляни），是烏克蘭的村落，位於該國西部伊萬諾-弗蘭科夫斯克州，由卡盧什區負責管轄，面積8.2平方公里，2001年人口1,493，人口密度每平方公里182.7人。
48°59′13″N 24°21′2″E / 48.98694°N 24.35056°E